# Neobisium brevidigitatum
Neobisium brevidigitatum – gatunek zaleszczotka z rodziny Neobisiidae. Występuje od środkowo-zachodniej części Europy po środkową część Azji.

## Taksonomia
Takson ten opisany został po raz pierwszy w 1928 roku przez Maxa Beiera pod nazwą Obisium (Obisium) doderoi brevidigitatum, a więc jako podgatunek. W 1932 roku cały gatunek przeniesiony został przez Beiera do podrodzaju nominatywnego rodzaju Neobisium. W 1963 roku Beier wyniósł omawiany takson do rangi niezależnego gatunku. Lokalizacją typową wskazaną przez Beiera jest Braszów w Rumunii.

## Morfologia
Zaleszczotek ten ma niepodzielone tergity i sternity oraz wszystkie cztery pary odnóży krocznych pozbawione kolców na biodrach oraz zwieńczone dwuczłonowymi, podzielonymi na metatarsus i telotarsus stopami. Na prosomie (głowotułowiu) występują dwie pary oczu zaopatrzonych w soczewki. Szczękoczułki zwieńczone są szczypcami; ich palec ruchomy ma kilka ząbków i nie występuje na nim rozgałęziona galea; szczecinka galealna osadzona jest przedśrodkowo. Szczękoczułki zaopatrzone są w rallum, którego pierwsze dwie lub trzy blaszki są na przedzie drobno ząbkowane. Nogogłaszczki zaopatrzone są w jednolicie rudobrązowe szczypce, na których palcach znajdują się ujścia gruczołów jadowych; palec ruchomy i nieruchomy są podobnej długości. Palec nieruchomy nogogłaszczków ma równych długości ząbki oraz osiem trichobotrii, z których trichobotrium ist osadzone jest zaśrodkowo, bliżej trichobotrium it niż trichobotrium ib; odległość między trichobotriami ist i ib jest mniejsza niż dwukrotność odległości między trichobotrium ist a szczytem palca. Ruchomy palec nogogłaszczków ma cztery trichobotria. Udo nogogłaszczków jest stosunkowo smukłe, o długości większej niż 3,5-krotność jego szerokości, dłuższe od karapaksu, o powierzchni pozbawionej guzków. Rzepka nogogłaszczków jest zmodyfikowana i nie zachowuje tulipanowatego kształtu. Opistosoma (odwłok) ma na błonach pleuralnych ziarnistą rzeźbę.

## Ekologia i występowanie
Pajęczak ten należy do fauny epigeicznej. Bytuje w ściółce lasów, w tym buczyny karpackiej.
Gatunek palearktyczny; znany jest z Niemiec, Austrii, Włoch, Polski, Czech, Słowacji, Ukrainy, Węgier, Rumunii, Słowenii, Chorwacji, Bośni i Hercegowiny, Serbii, Grecji, Turcji, Gruzji, Armenii, Azerbejdżanu i Iranu. W Polsce podawany jest z Pienin, Bieszczadów.